# Forteresse de Réthymnon
La forteresse de Réthymnon ou Fortezza (grec moderne : Φορτέτζα) est une citadelle d'abord vénitienne puis ottomane située dans la ville de Réthymnon au nord de la Crète.

## Histoire
Les Vénitiens, alors maîtres de la Crète, décidèrent la construction de la forteresse — qui débute le 13 septembre 1573 — à la suite d'une attaque ottomane en 1562, puis une autre en 1571. Elle est bâtie sur l'ancienne acropole.  
Le 23 juin 1645, le sultan Ibrahim se lance à la conquête de la Crète par la prise de La Canée, 60 km plus à l'ouest. 
Début novembre, la ville fut attaquée par mer et par terre. Rapidement les troupes vénitiennes durent se réfugier derrière les murs de la ville. Les assiégés firent des milliers de victimes dans les rangs turcs mais, à 8 500 personnes dans un espace si réduit, le choléra apparut et le gouverneur capitula fin novembre 1645, après 23 jours de siège. 
La garnison et 1 500 habitants purent quitter la ville par bateau. Les autres finirent aux galères, les jeunes femmes et les enfants envoyés à Constantinople pour y être vendus comme esclaves. 
Les habitants de la ville se soulevèrent à plusieurs reprises, mais les Ottomans, la conservèrent jusqu'au début du XXe siècle.

## Présentation
La forteresse est à une circonférence de 1 300 m et est renforcée par 4 bastions. Elle est bâtie sous la conduite de l'ingénieur Sforza Pallavicini, d'après les plans de Michele Sanmicheli.
Les murs d'enceinte sont terminés durant l'été 1577, sauf côté littoral, où ils ne furent terminés que l'année suivante. Durant 6 années supplémentaires, les Vénitiens renforcent la place par la construction du palais du gouverneur, un hôpital, des quartiers pour la garnison, des magasins à munitions et des bâtiments administratifs. 
Quelques monuments sont conservés sur le site : la chapelle Sainte-Catherine ou encore la mosquée du sultan Ibrahim. À proximité de l'entrée du site, se trouve le théâtre Erofili où se déroule chaque été, le Festival Renaissance.
La prison ottomane dans laquelle se trouve le musée archéologique de Réthymnon (en) se trouve à l'extérieur de l'enceinte. 

## Galerie

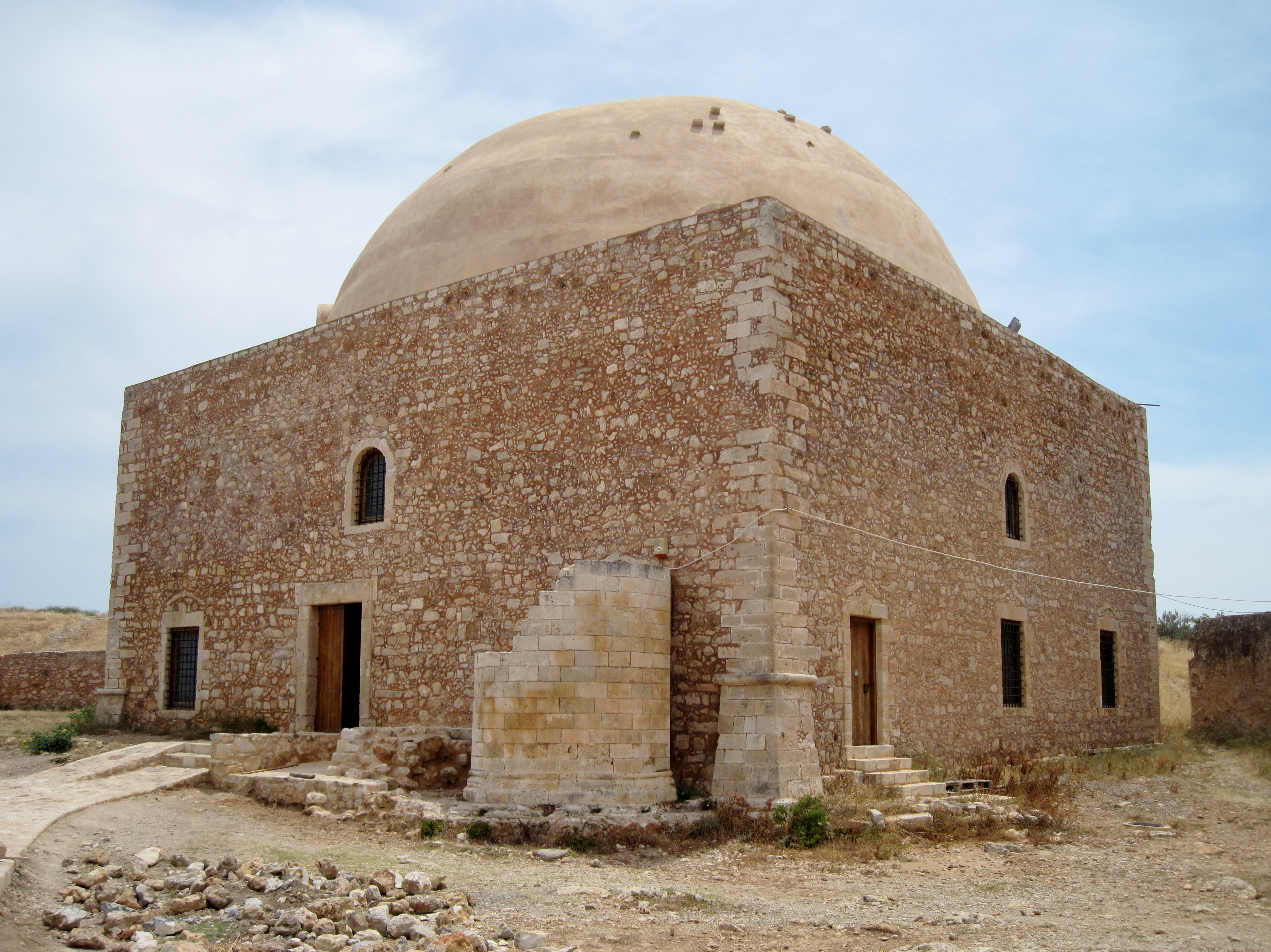
Mosquée du sultan Ibrahim
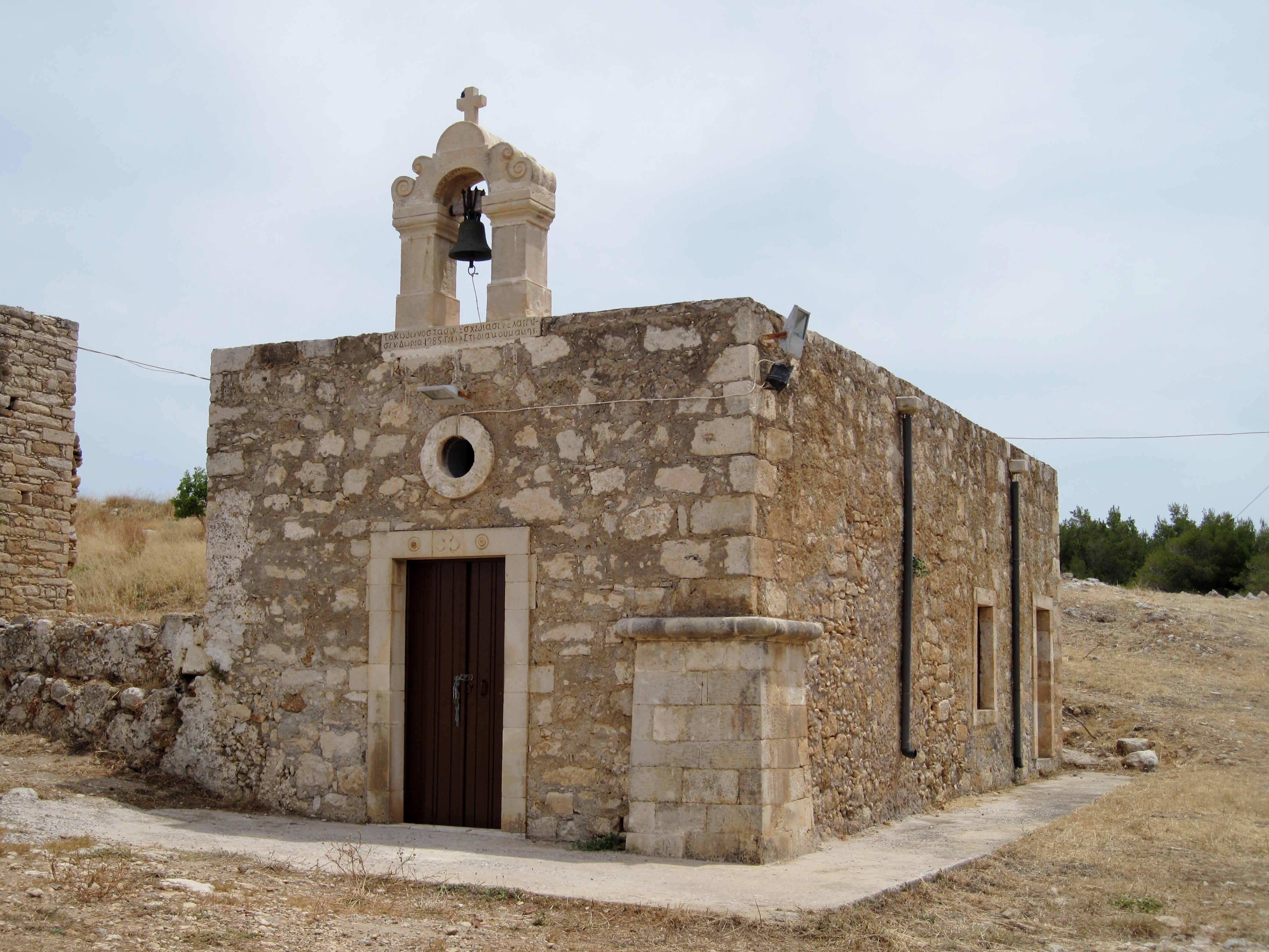
Chapelle Sainte-Catherine.
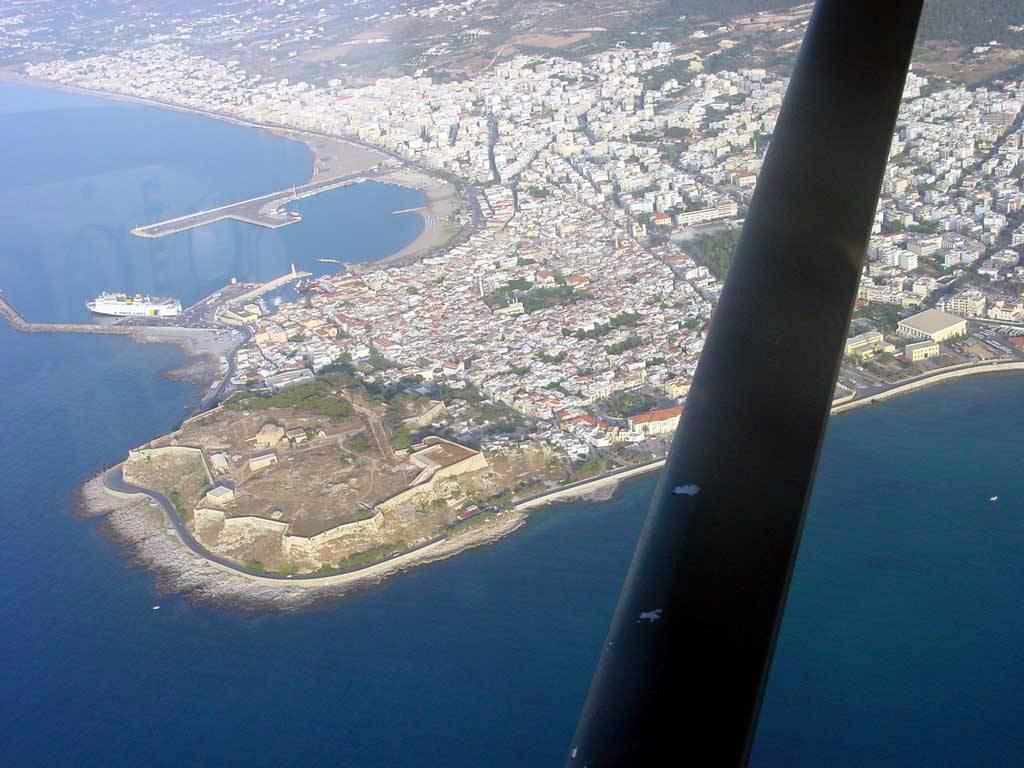
Vue aérienne du site.
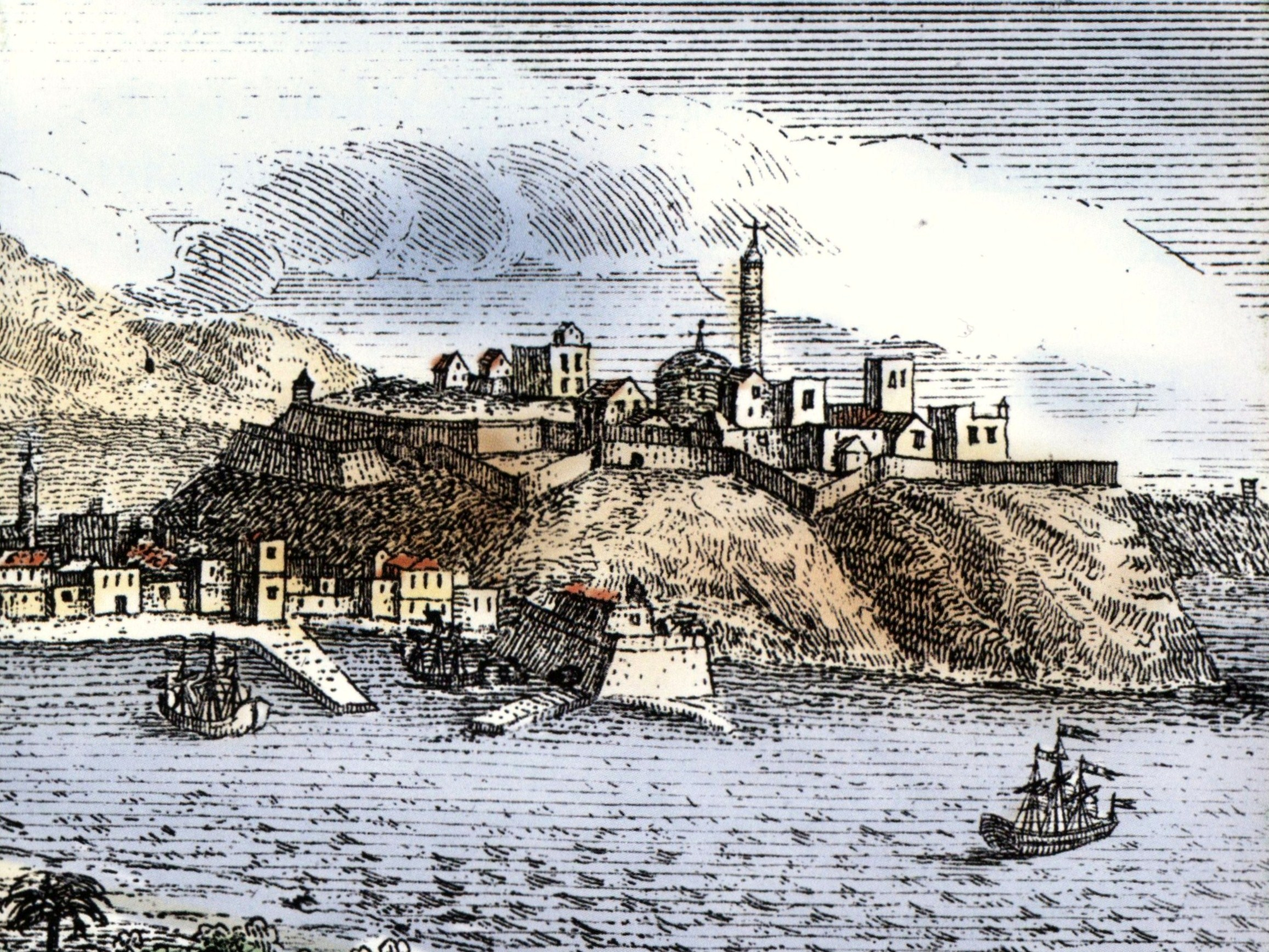
La forteresse en 1700.
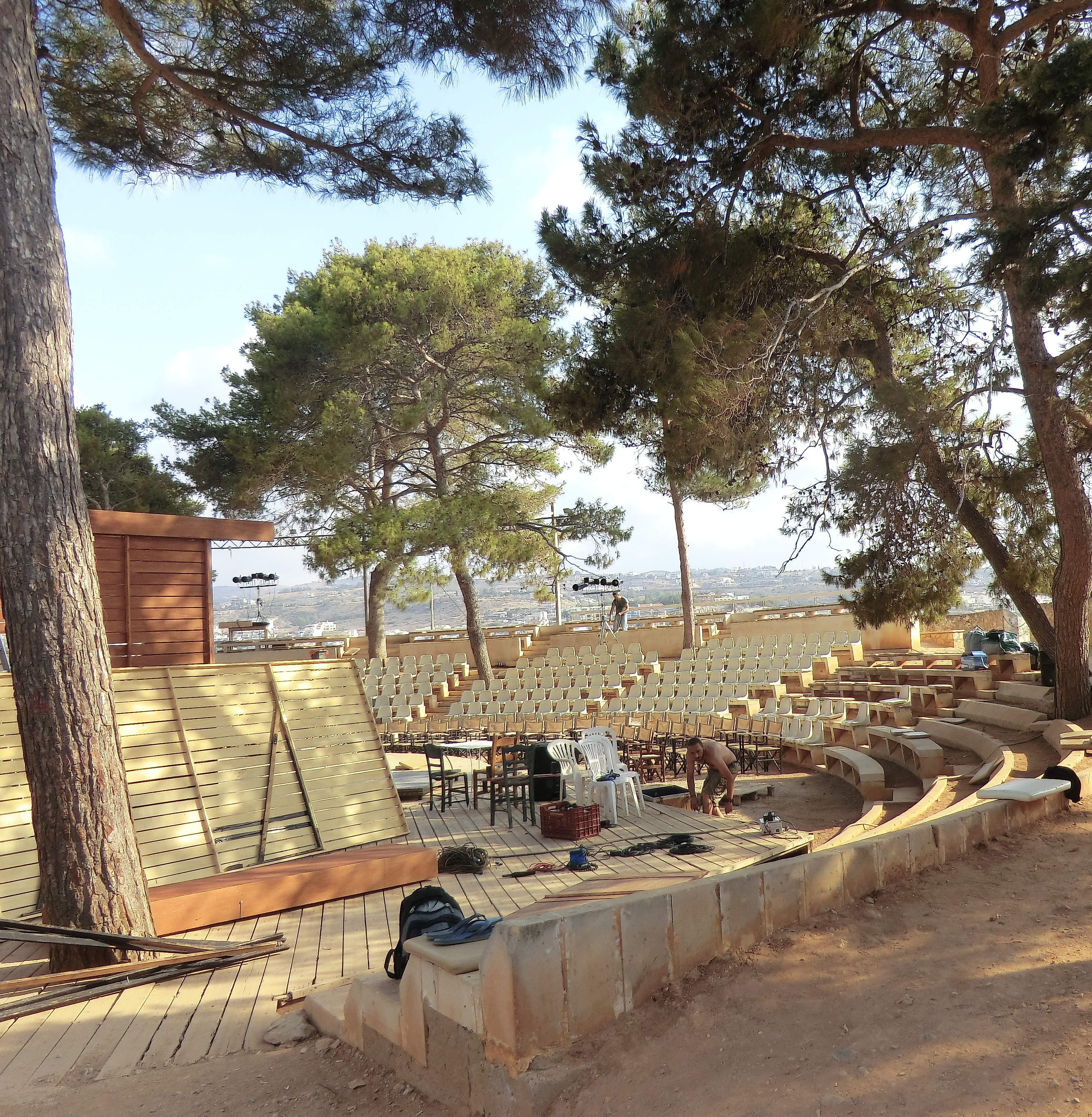
Le théâtre Erofili, en cours d'installation pour le Festival Renaissance 2013.